# Deltocephalus eurypterus
Deltocephalus eurypterus är en insektsart som beskrevs av Melichar 1902. Deltocephalus eurypterus ingår i släktet Deltocephalus och familjen dvärgstritar. Inga underarter finns listade i Catalogue of Life.